# Disaster prevention
Per disaster prevention si intende l'insieme di misure fisico-ambientali atte a prevenire un disastro informatico che potrebbe compromettere l'erogazione di servizi business o ingenti perdite di dati da parte di relativi sistemi informatici, con il conseguente rischio del fallimento dell'impresa. 
Tipicamente le aziende e le organizzazioni convogliano le proprie risorse IT in costosissimi piani di ripristino (disaster recovery) sottovalutando la strategica importanza di una corretta prevenzione. Un'efficace prevenzione e l'adozione di procedure operative adeguate infatti consentirebbe un risparmio sia in termini economici che di risorse umane.

## Descrizione
Secondo un autorevole studio pubblicato sulla rivista Computer World, il 36% di disastri avviene a causa di errori hardware e/o software, il 26% per cali di tensione o interruzioni di corrente e il 23% per cause naturali.
Un'efficace disaster prevention infatti prevede:
1. Monitoraggio di temperatura, fumi ed allagamento all'interno delle sale CED;
2. Monitoraggio dei parametri di prevenzione hardware failure per ogni server;
3. Monitoraggio dei parametri di prevenzione software failure per ogni server;
4. Monitoraggio dell'assorbimento elettrico di ogni singolo server e degli UPS;
5. Procedura di spegnimento corretto, sicuro e graduale degli apparati (shutdown sequenziale).